# Axonopus hirsutus
Axonopus hirsutus är en gräsart som beskrevs av George Alexander Black. Axonopus hirsutus ingår i släktet Axonopus och familjen gräs. Inga underarter finns listade i Catalogue of Life.